# Dinanomodon
Dinanomodon è un genere estinto di terapsidi, appartenente ai dicinodonti. Visse tra il Permiano superiore e il Triassico inferiore (Changhsingiano - Olenekiano, circa 254 - 250 milioni di anni fa) e i suoi resti fossili sono stati ritrovati in Sudafrica.

## Descrizione
Questo animale doveva essere molto simile al più noto Dicynodon, dal quale differiva per le dimensioni maggiori (poteva superare i due metri di lunghezza) e per alcune caratteristiche osteologiche. Dinanomodon, come tutti i dicinodonti, era caratterizzato da un becco simile a quello di una tartaruga, che nell'animale in vita era verosimilmente ricoperto da cheratina, ed era dotato di due lunghe zanne superiori caniniformi dietro al becco. Dinanomodon era contraddistinto dal possedere una premascella estremamente allungata, con una punta fortemente uncinata, e protuberanze nasali sopra le narici esterne; quest'ultima caratteristica conferiva al muso di questo animale un curioso aspetto "a sella" se visto lateralmente. 
Dinanomodon condivideva con altri dicinodonti di grossa taglia di fine Permiano (Peramodon e Vivaxosaurus) la presenza di un processo anteriore allungato delle ossa frontali, e come in Vivaxosaurus vi era un processo ascendente della premascella che si estendeva posteriormente fino a contattare le ossa frontali. Tra le altre caratteristiche di Dinanomodon vi era la presenza di una barra intertemporale estremamente lunga e stretta.

## Classificazione
Dinanomodon era un membro piuttosto derivato dei dicinodonti, un grande gruppo di terapsidi tipici del Permiano e del Triassico, solitamente dotati di becchi a tartaruga e di due denti superiori caniniformi. In particolare, Dinanomodon sembrerebbe essere un membro basale del clade Pristerodontia, comprendente i dicinodonti più derivati tra cui l'eponimo Pristerodon, il già citato Dicynodon, il famoso Lystrosaurus e i giganteschi Kannemeyeriidae e Stahleckeriidae. 
Il genere Dinanomodon venne istituito da Robert Broom nel 1938, per accogliere la specie Dicynodon rubidgei, descritta dallo stesso Broom alcuni anni prima e proveniente da terreni del Permiano superiore del Karroo, in Sudafrica. Fossili di Dinanomodon sono stati ritrovati anche in una località sudafricana al limite permo-triassico (Botha-Brink et al., 2013). Vi è un po' di confusione riguardo alla tassonomia di questo genere, e in particolare al nome corretto della specie tipo: uno studio approfondito di Kammerer e colleghi riguardante la tassonomia del genere Dicynodon ha indicato che la specie tipo di Dinanomodon dovrebbe essere D. gilli, ovvero un'altra specie descritta sempre da Broom nel 1932 e la cui descrizione è antecedente a quella di D. rubidgei (considerata identica dagli autori della pubblicazione del 2011).

## Paleoecologia
Sembra che Dinanomodon sia stato uno dei pochissimi dicinodonti a sopravvivere alla grande estinzione di massa del Permiano - Triassico (come anche il famoso Lystrosaurus), come sarebbe dimostrato dal ritrovamento di fossili risalenti anche all'inizio del Triassico.